# Château fort de Rochefort-sur-Brévon
Le château fort de Rochefort-sur-Brévon est situé à Rochefort-sur-Brévon, où se trouvent deux châteaux proches séparés par un coude du Brévon, dans le département français de la Côte-d'Or.

## Localisation
Le château est situé au nord du chef-lieu, en rive droite du Brévon.

## Historique
L’existence d’un château primitif appartenant au sire du Puiset, situé sur un petit éperon rocheux dominant l'église et l'étang, est attestée dès 1235. Détruit par un incendie en 1730, il n'en subsistait alors que trois tours et une chapelle. Le château actuel est reconstruit vers 1820, avec des matériaux provenant de la maison du prieur de l'abbaye du Val des Choues démontée pierre à pierre et rebâtie à l'emplacement de l'ancien château féodal dont il ne reste que quelques vestiges dont le colombier.

## Architecture
Bâtiment de deux étages carrés en élévation de travées en moellons de calcaire et enduit. Le toit est à longs pans brisés, couvert de tuiles plates et d'ardoises. À proximité un colombier cylindrique est un vestige du château médiéval.
Le château est inscrit aux Monuments historiques en 1943.

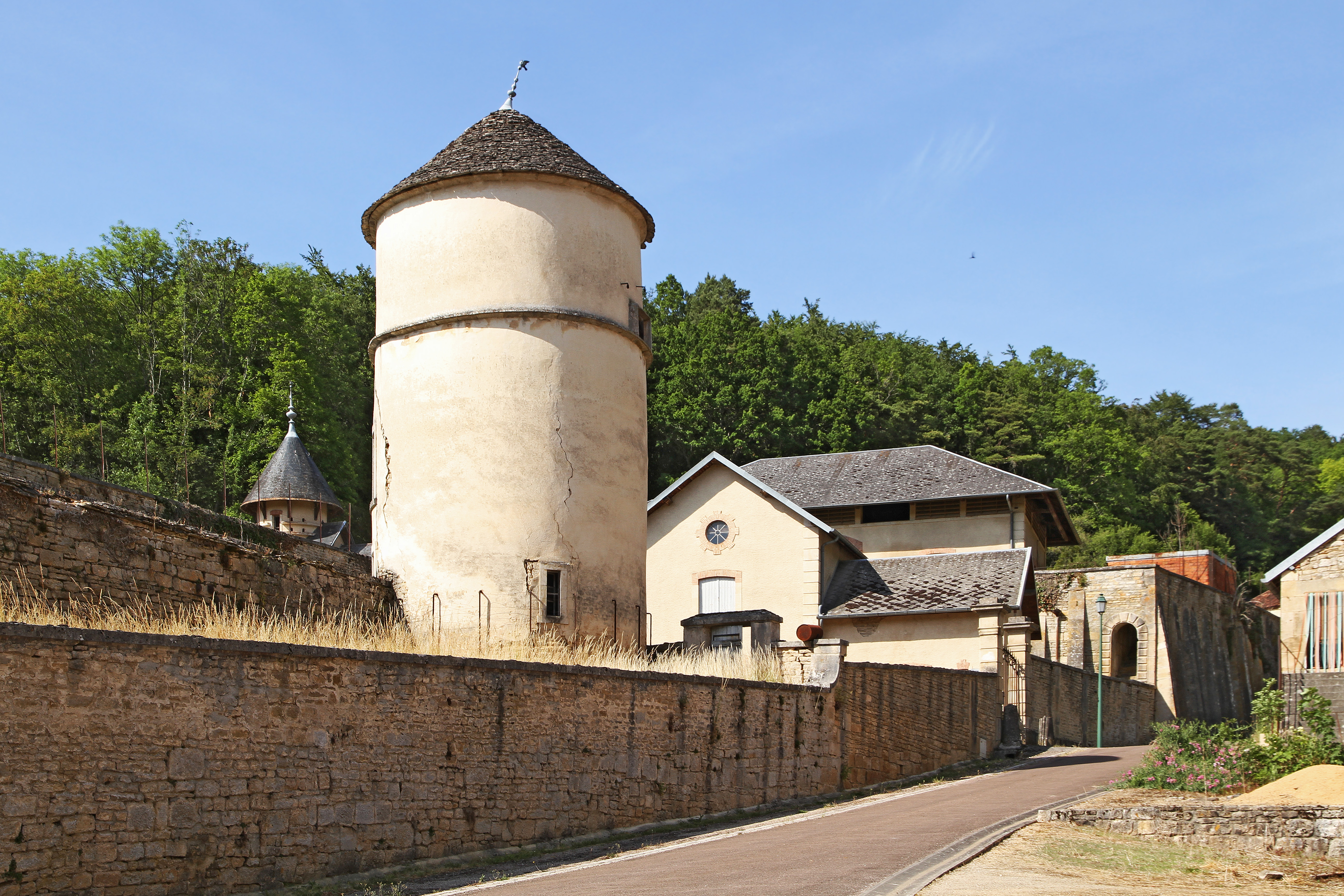
Le colombier

## Mobilier
Escalier intérieur.